# Вірджин (команда Формули-1)
Marussia Virgin Racing — британсько-російська автогоночна команда, котра вперше як чисто британська «Virgin Racing» дебютувала у Формулі-1 в сезоні 2010. Право на виступ отримала 12 червня 2009 року, також як і дві інші команди.
Належить англійському бізнесменові Річарду Бренсону, власникові корпорації Virgin. Деякий час — з кінця сезону 2010 і до жовтня 2014 також належала російському шоумену і власнику російської фірми Marussia Motors Миколі Фоменко. Керують командою бос Manor Motorsport Джон Бут і колишній технічний директор формульної команди Simtek Нік Вірт. Команда використовує двигуни британської фірми Cosworth. Прообраз команди, Manor Motorsport, відоміша як команда Формули-3, що нині бере участь в Євросерії Формули-3.

## 2011. Купівля росіянами британської компанії
В листопаді 2011 невелика російська фірма «Marussia Motors», яка до цього деякий час себе не дуже успішно рекламувала як виробника «російських суперкарів», купувала значний пакет акцій британської автогоночної компанії «Virgin Racing». Ціна угоди та розмір самого пакету акцій лишилося таємницею. Британські оглядачі вважають що таким чином російський шоумен Микола Фоменко & Co. привласнив готову британську компанію на кшалт Р. Абрамовича. З початку гоночного сезону 2011 року команда отримала ім'я «Marussia Virgin Racing». В квітні 2014 материнська фірма Marussia Motors банкрутувала і була ліквідована, а за нею в жовтні 2014 і Marussia F1 Team. За п'ять років свого існування команда Фоменка не здобула жодного подіуму і не завоювала жодного залікового очка. Машина під розрекламованим власним брендом «Marussia MR-01» не змогла пройти обов'язковий заліковий краш-тест перед початком сезону 2012.

## Результати в Формулі-1
| Сезон | Шасі   | Двигун                 | Шини | Пілоти           | 1    | 2    | 3    | 4    | 5   | 6    | 7   | 8    | 9   | 10   | 11   | 12  | 13   | 14   | 15   | 16  | 17   | 18   | 19   | Очки | Місце |
| ----- | ------ | ---------------------- | ---- | ---------------- | ---- | ---- | ---- | ---- | --- | ---- | --- | ---- | --- | ---- | ---- | --- | ---- | ---- | ---- | --- | ---- | ---- | ---- | ---- | ----- |
| 2010  | VR-01  | Cosworth CA2010 2.4 V8 | B    |                  | БАХ  | АВС  | МАЛ  | КИТ  | ІСП | МОН  | ТУР | КАН  | ЄВР | ВЕЛ  | НІМ  | УГО | БЕЛ  | ІТА  | СІН  | ЯПО | КОР  | БРА  | АБУ  | 0    | 12    |
| 2010  | VR-01  | Cosworth CA2010 2.4 V8 | B    | Тімо Глок        | Схід | Схід | Схід | НС   | 18  | Схід | 18  | Схід | 19  | 19   | 18   | 19  | 14   | 19   | Схід | 19  | Схід | 20   | Схід | 0    | 12    |
| 2010  | VR-01  | Cosworth CA2010 2.4 V8 | B    | Лукас ді Грассі  | Схід | Схід | 14   | Схід | 19  | Схід | 19  | 19   | 17  | Схід | Схід | 18  | 17   | 20†  | 15   | НС  | Схід | НК   | 18   | 0    | 12    |
| 2011  | MVR-02 | Cosworth CA2011 2.4 V8 | P    |                  | АВС  | МАЛ  | КИТ  | ТУР  | ІСП | МОН  | КАН | ЄВР  | ВЕЛ | НІМ  | УГО  | БЕЛ | ІТА  | СІН  | ЯПО  | КОР | ІНД  | АБУ  | БРА  | 0    | 12    |
| 2011  | MVR-02 | Cosworth CA2011 2.4 V8 | P    | Тімо Глок        | НК   | 16   | 21   | НС   | 19  | Схід | 15  | 21   | 16  | 17   | 17   | 18  | 15   | Схід | 20   | 18  | Схід | 19   | Схід | 0    | 12    |
| 2011  | MVR-02 | Cosworth CA2011 2.4 V8 | P    | Жером Д'Амброзіо | 14   | Схід | 20   | 20   | 20  | 15   | 14  | 22   | 17  | 18   | 19   | 17  | Схід | 18   | 21   | 20  | 16   | Схід | 19   | 0    | 12    |

† – Пілот, що не фінішував на гран-прі, але був класифіковані, оскільки подолав понад 90 % дистанції.